# Saša Vujačić
Aleksandar Saša Vujačić, slovenski košarkar, * 8. marec 1984, Maribor.
Kariero je začel v domačem mestu Mariboru, v klubu Maribor Branik. Leta 2000 je za kratek čas prestopil k Polzeli. Od tu ga je pot že po nekaj mesecih vodila v prvo italijansko ligo k Snaideru iz Vidma, kjer je zaigral pod taktirko nekdanjega slovenskega reprezentanta in takratnega trenerja Snaidera Teomana Alibegovića. Zaradi razkošnega talenta, predrznosti v igri in mirne roke v odločilnih trenutkih, si je utrl pot skozi NBA nabor 2004, kjer so ga kot 28. po vrsti izbrali iz NBA moštva Los Angeles Lakers.

## NBA Kariera
V sezoni 2004/05 je dobil malo priložnosti za igro, saj je takratni trener Rudy Tomjanovich na mestu branilca ob Kobe Bryantu forsiral Chuckyja Atkinsa in Tierrija Browna. Vujačić je nastopil le na 35 tekmah in v tem času dosegal povprečno le 2.9 točke v skromnih 11 minutah igre. Sezona je bila za Lakerse zelo neuspešna, saj se prvič po desetih letih niso uvrstili v končnico lige NBA. V letu 2005 je Tomjanovicha zamenjal znameniti trener Phil Jackson, ki je Vujačiću namenil pomembnejšo vlogo v ekipi, kar je Saša znal dobro izkoristiti. V naslednji sezoni, 2005/06 je dobil nekaj več priložnosti za igro, med drugim je zadel odločilni met na tekmi proti ekipi Utah Jazz in s tem nakazal nekaj svojih sposobnosti. V sezoni 2006/07 je nadalje napredoval v svoji igri. Dobre igre je kronal v sezoni 2007/2008, ko se je uveljavil kot eden pomembnejših igralcev Lakersov, ki so se po petih letih uvrstili v NBA finale. Še posebej dobro je odigral tretjo tekmo finala proti Celticsom, ko je dosegel 20 točk in zadel enega odločilnih metov za zmago. Po tej sezoni je podaljšal pogodbo z Lakersi za naslednje tri sezone v skupni vrednosti 15 milijonov dolarjev. Vujačić je zadnjo sezono v NBA igral pri New Jersey Nets. Za tem se je začasno preselil v Turčijo. V zadnji sezoni v NBA se je za 10 dni igralnih dni vrnil v Los Angeles, vendar h Clippersom. Kariero je v predzadnji sezoni začasno nadaljeval v lokalnem klubu v Benetkah in se po daljši odsotnosti zaradi poškodbe leta 2014 uveljavljal v uglednem klubu Laboral Kutxa v Španiji. Tam je krajši čas igral skupaj z Mirzo Begićem. V letu 2015 se je znova preselil v Turčijo, tokrat v klub Istanbul BB, kjer igra tudi Jure Balažič. 7. avgusta 2015 je Vujačić podpisal pogodbo z New York Knicksi . Leta 2018 je igral v moštvu Fiata iz Torina. Marca 2019 se je pridružil ekipi Tezenis iz Verone, ki igra v ligi A2  v Italiji.

## Igralčev profil
Vujačić lahko igra tako na položaju organizatorja igre, branilca strelca kot tudi nizkega krila. Pri Snaideru in v začetku kariere pri Lakersih je večino časa igral na mestu organizatorja, v zadnjih sezonah pa praviloma igra na mestu visokega branilca, običajno druge peterke moštva.

## Statistika

### Osebni rekordi
| Točk | Trojk | Skokov v napadu | Skokov v obrambi | Vseh skokov | Asistenc  | Ukradenih žog | Blokad | Minut v igri |
| 22   | 6     | 3(3 krat)       | 8                | 8(2 krat)   | 7(2 krat) | 4(2 krat)     | 2      | 39           |

### Statistika iger rednega dela sezone NBA
Legenda: OT - Odigranih tekem ZT - Začetek tekme v prvi postavi MNT - Odigranih minut na tekmo TNT - Točk na tekmo UŽT - Ukradenih žog na tekmo SNT - Skokov na tekmo ANT - Asistenc na tekmo BNT - Blokad na tekmo
| Sezona  | Moštvo             | OT | ZT | MNT  | TNT | UŽT | SNT | ANT | BNT |
| ------- | ------------------ | -- | -- | ---- | --- | --- | --- | --- | --- |
| 2004-05 | Los Angeles Lakers | 35 | 3  | 11,5 | 2,9 | 0,3 | 1,8 | 1,5 | 0,1 |
| 2005-06 | Los Angeles Lakers | 82 | 4  | 17,7 | 3,9 | 0,6 | 1,9 | 1,7 | 0,0 |
| 2006-07 | Los Angeles Lakers | 73 | 4  | 12,8 | 4,3 | 0,6 | 1,5 | 1,9 | 0,0 |
| 2007-08 | Los Angeles Lakers | 72 | 0  | 17,8 | 8,8 | 0,5 | 2,1 | 1,0 | 0,1 |
| 2008-09 | Los Angeles Lakers | 80 | 0  | 16,2 | 5,8 | 1,0 | 1,7 | 1,4 | 0,1 |

### Statistika igranja v končnici NBA
Legenda: OT - Odigranih tekem ZT - Začetek tekme v prvi postavi MNT - Odigranih minut na tekmo TNT - Točk na tekmo UŽT - Ukradenih žog na tekmo SNT - Skokov na tekmo ANT - Asistenc na tekmo BNT - Blokad na tekmo
| Sezona  | Moštvo             | OT | ZT | MNT  | TNT | UŽT | SNT | ANT | BNT |
| ------- | ------------------ | -- | -- | ---- | --- | --- | --- | --- | --- |
| 2005-06 | Los Angeles Lakers | 7  | 0  | 18,4 | 6,0 | 0,6 | 2,4 | 0,9 | 0,0 |
| 2006-07 | Los Angeles Lakers | 4  | 0  | 10,8 | 2,8 | 0,2 | 1,0 | 0,8 | 0,0 |
| 2007-08 | Los Angeles Lakers | 21 | 0  | 21,7 | 8,1 | 0,6 | 2,2 | 0,8 | 0,2 |
| 2008-09 | Los Angeles Lakers | 23 | 0  | 10,9 | 3,0 | 0,4 | 1,4 | 0,5 | 0,2 |

## Saša zasebno
Vujačić ima še polsestro Nino in polbrata Aljošo, ter polsestro Saro in polbrata Petra. Njegova družina mu je sledila v ZDA in živi v Kaliforniji. Poleg aktivnega igranja košarke igra za zabavo še nogomet, tenis in odbojko. Več let je bilo pod žarometi in v zapisih medijev zaradi druženja s tenisačico Marijo Šarapovo.